# Elecciones al Parlamento de Andalucía de 1990
El sábado 23 de junio de 1990 tuvieron lugar las terceras elecciones al Parlamento de Andalucía que no coincidieron con ningún otro proceso electoral y habrían de inaugurar la III legislatura andaluza.
A estas elecciones, en las que estaban en juego los 109 escaños del Parlamento de Andalucía, se presentaron 18 candidaturas diferentes de las que sólo obtuvieron representación parlamentaria cuatro de ellas.
El censo electoral estaba compuesto por 5.009.751 ciudadanos de lo que acudieron a votar 2.771.158 lo que supuso una participación del 55,32% y supusieron la victoria del Partido Socialista Obrero Español de Andalucía que con los 62 escaños obtenidos revalidó la mayoría absoluta obtenida en las dos anteriores legislaturas.
Tras la formación del Parlamento de Andalucía, el candidato del Partido Socialista Obrero Español de Andalucía, Manuel Chaves, fue investido presidente de la Junta.

## Resultados
Resultados globales,
- Presidente: Manuel Chaves
- Gobierno: PSOE
- Censo: 5.009.751
- Votantes: 2.771.158 (55,32%)
- Abstención: 2.238.593 (44,68%)
- Válidos: 2.758.584 (99,55%)
- A candidatura: 2.746.560 (99,56%)
- Escaños: 109

### Resultados por candidatura

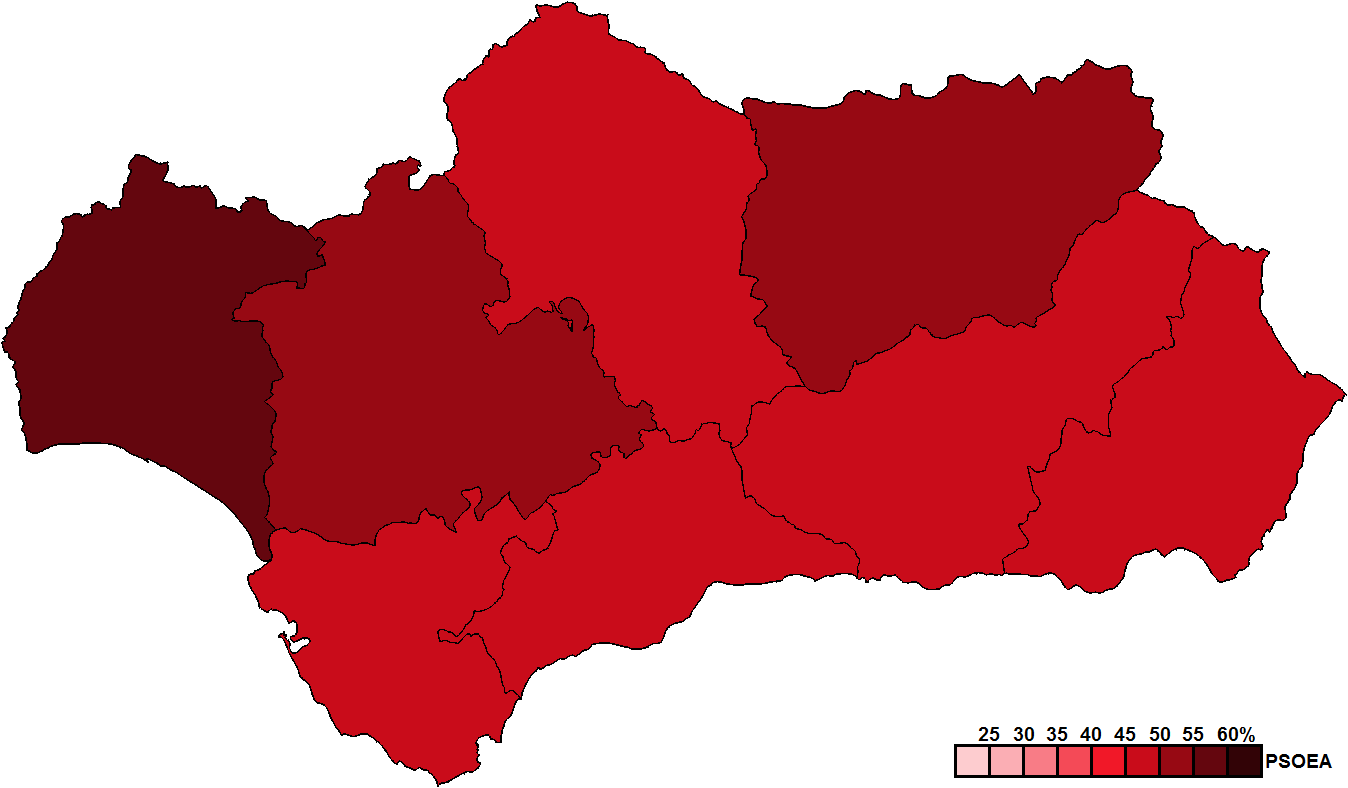
Resultados por provincia.

| Partido                                                         | Candidato         | Votos     | %     | Escaños | +/-  |
| --------------------------------------------------------------- | ----------------- | --------- | ----- | ------- | ---- |
| Partido Socialista Obrero Español de Andalucía (PSOE-A)         | Manuel Chaves     | 1.368.576 | 49,82 | 62      | +2   |
| Partido Popular (PP)                                            | Gabino Puche      | 611.734   | 22,27 | 26      | -2 a |
| Izquierda Unida-Convocatoria por Andalucía (IU-CA)              | Luis Carlos Rejón | 349.640   | 12,73 | 11 b    | -8   |
| Partido Andalucista (PA)                                        | Pedro Pacheco     | 296.558   | 10,80 | 10      | +8   |
| Centro Democrático y Social (CDS)                               |                   | 32.712    | 1,19  | 0       |      |
| Agrupación Ruiz-Mateos (ARM)                                    |                   | 15.637    | 0,57  | 0       |      |
| Partido de los Trabajadores de España-Unidad Comunista (PTE-UC) |                   | 14.812    | 0,54  | 0       |      |
| Democracia Socialista (DS)                                      |                   | 14.495    | 0,53  | 0       |      |
| Verdes de Andalucía (VA)                                        |                   | 13.979    | 0,51  | 0       |      |
| Los Verdes Ecologistas (LVE)                                    |                   | 12.645    | 0,46  | 0       |      |
| Partido Comunista del Pueblo Andaluz (PCPA)                     |                   | 6.299     | 0,23  | 0       |      |
| Partido Comunista de España (marxista-leninista) (PCE (m-l))    |                   | 2.401     | 0,09  | 0       |      |
| Falange Española de las JONS (FE JONS)                          |                   | 2.308     | 0,08  | 0       |      |
| Partido Humanista (PH)                                          |                   | 1.869     | 0,07  | 0       |      |
| Frente Andaluz de Liberación (FAL)                              |                   | 1.633     | 0,06  | 0       |      |
| Alianza por la República (AR)                                   |                   | 698       | 0,03  | 0       |      |
| Movimiento Falangista de España (MFE)                           |                   | 560       | 0,02  | 0       |      |
| Unidad Centrista Andaluza (UCA)                                 |                   | 230       | 0,01  | 0       |      |
| En blanco                                                       |                   | 12.024    | 0,44  | N/A     | N/A  |
| Nulos                                                           |                   | 12.574    | 0,45  | N/A     | N/A  |

### Votación de investidura del Presidente de la Junta
| Candidato              | Fecha                                                    | Voto       |    |    |    |    | Total  |
| ---------------------- | -------------------------------------------------------- | ---------- | -- | -- | -- | -- | ------ |
| Manuel Chaves (PSOE-A) | 24 de julio de 1990 Mayoría requerida: Absoluta (55/109) | Sí         | 62 |    |    |    | 62/109 |
| Manuel Chaves (PSOE-A) | 24 de julio de 1990 Mayoría requerida: Absoluta (55/109) | No         |    | 26 | 11 | 10 | 47/109 |
| Manuel Chaves (PSOE-A) | 24 de julio de 1990 Mayoría requerida: Absoluta (55/109) | Abstención |    |    |    |    | 0/109  |